# Joaquín Rodríguez Rozas
Joaquín Rodríguez Rozas (Valparaíso, 1869[cita requerida] - Santiago, 1919[cita requerida]) fue un abogado y político chileno. Hijo de Manuel Rodríguez Rozas y Dolores Rozas y Rozas. Contrajo matrimonio con Susana Nissen de la Fuente.
Estudió en el Colegio de los Sagrados Corazones de Valparaíso y en la Universidad de Chile, donde se graduó de abogado (1890). Desarrolló la jurisprudencia al mismo tiempo que la labor política.
Miembro del Partido Democrático.
Diputado por Antofagasta, Taltal y Tocopilla (1891-1894). Participó de la comisión permanente de Constitución, Legislación y Justicia. 
Renunció en 1893 cuando fue nombrado Ministro de Justicia, siendo reemplazado por el suplente Manuel Prieto Muñoz (PD).